# Stefano Battistelli
Stefano Battistelli (ur. 6 marca 1970 w Rzymie) – włoski pływak specjalizujący się w stylu grzbietowym oraz zmiennym, dwukrotnie brązowy medalista olimpijski.
Bibi był również pływakiem długodystansowym, wicemistrzem świata z Madrytu w 1986 r. na dystansie 1500 m stylem dowolnym. Podczas igrzysk olimpijskich w Seulu zdobył brązowy medal na 400 m stylem zmiennym. Cztery lata później, w 1992 r. na igrzyskach olimpijskich w Barcelonie, zdobył brązowy medal na 200 m stylem grzbietowym. Dwukrotny mistrz Europy z 1989 r.
24 lipca 2003 r. w Rzymie został odznaczony Orderem Zasługi Republiki Włoskiej.

## Odznaczenia
- Order Zasługi Republiki Włoskiej (24 lipca 2003 r., Rzym)